# ドイツ将校同盟

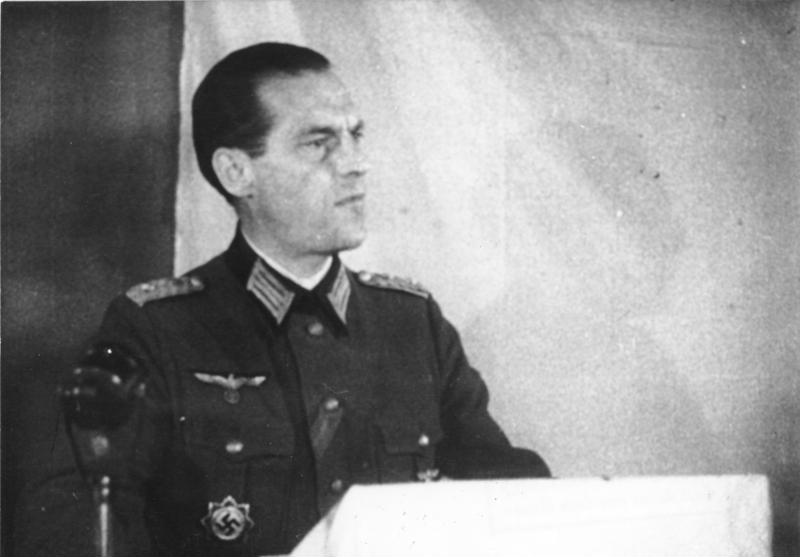
1943年9月のBDO設立に際し演説するハンス=ギュンター・ファン・ホーフェン（Hans-Günter van Hooven）大佐

ドイツ将校同盟（ドイツしょうこうどうめい、ドイツ語: Bund Deutscher Offiziere, BDO）は、ソビエト連邦の赤軍によって捕虜とされていた、ドイツ国防軍の将校らによって設立された組織。1943年9月11日ないし12日、モスクワ・ルニョヴォ捕虜収容所にて捕虜将校団95名が設立し、まもなく自由ドイツ国民委員会と合流し、同委員会の一部門として存続した。

## 第二次世界大戦期

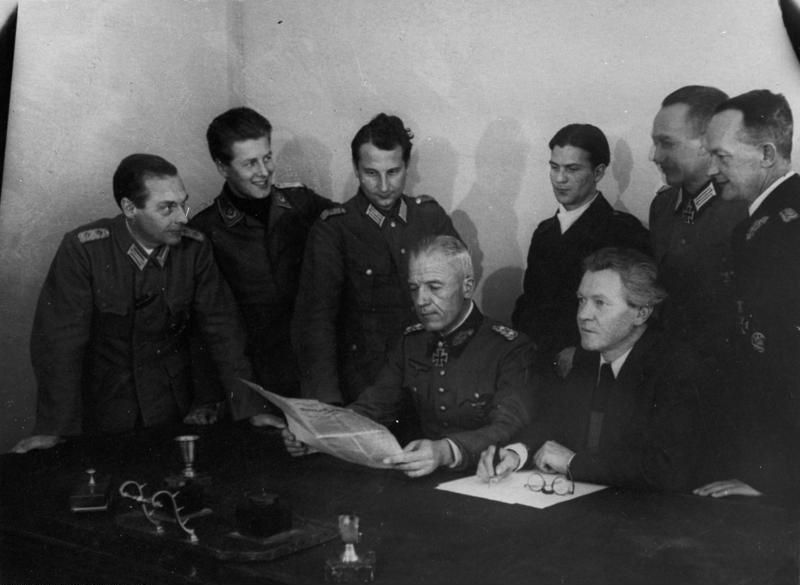
ザイドリッツ将軍を中心に会議を行うBDOの将校団

ドイツ将校同盟設立時の理念は、ナチス・ドイツの敗色が濃厚な中でもソビエト連邦への協力を通じてドイツ国再建へ貢献する事とされた。主な指導者は第51軍団司令官ヴァルター・フォン・ザイドリッツ＝クルツバッハ砲兵大将と第376歩兵師団長アレクサンダー・エドラー・フォン・ダニエルス中将で、のちには第6軍司令官のフリードリヒ・パウルス元帥も加わった。ドイツ将校同盟はビラやラジオ放送を通じ、ドイツ兵に対してアドルフ・ヒトラー及びナチ党の独裁体制への抗戦を訴えた。スターリングラードの戦い前後の命令が原因で、一部のドイツ軍人はヒトラーが軍事的に無能であり、国防軍に対して誤った作戦指導を行っていると見なしていた。
戦争終結と民主的ドイツの建国など、輝かしい目標を掲げて設立されたドイツ将校同盟だったが、旧ドイツ共産党員らで首脳部を構成した自由ドイツ国民委員会と異なり、将校の多くはソ連当局に恭順しなかった為、最後までソ連当局にとって信頼しうる組織とはなりえなかった。自由ドイツ国民委員会との合流後は完全にソビエト連邦の政治的・イデオロギー的管理下に置かれた。さらにテヘラン会談後には英米との同意に基づいて権限・規模が段階的に縮小され、ドイツの占領体制が確定すると急速に存在意義を喪失した。1945年11月2日、ヨシフ・スターリンによって解散命令が下された。

### 「ザイドリッツ部隊」
ザイドリッツ将軍はアンドレイ・ウラソフ元赤軍中将がロシア解放軍を率いてドイツ軍と共に戦ったように、投降ドイツ軍人で部隊を構成し、赤軍とともに戦う事を望んでいた。1943年9月22日と1944年2月4日に2つの覚書を残しており、これはいずれもソ連当局にドイツ人義勇軍の設立許可を求めたものだった。さらに彼は、配下の将兵が「ヒトラー政権の打破と戦争の終結にドイツ将兵として貢献したい」と熱望しているという内容の手紙をヨシフ・スターリンへ送り、部隊編成の為に40000人の将兵を募集した。この「ザイドリッツ軍」 (Seydlitz-Armee) 構想は結局実現しなかったが、のちに「ザイドリッツ部隊」 (Seydlitztruppen) というプロパガンダを生み出した。
ソ連当局とドイツ将校同盟ではあたかもザイドリッツ将軍の語ったアイデアが実現し、ドイツ人義勇軍が大規模に反ファシズム闘争を行っているかのようにプロパガンダ放送を繰り返した。このプロパガンダでは、ドイツ将校同盟や自由ドイツ国民委員会のメンバーがドイツ軍人を装い前線に紛れ込み、赤軍やパルチザンの活動を支援していると語られる。ドイツ将校同盟及び自由ドイツ国民委員会がこうした活動に従事していたことは事実だが、その実態は極めて小規模な活動に留まり、活動の明確な組織化も為されていなかった。
一方のドイツ側ではこうした「偽のドイツ兵」を、プロパガンダでも語られたザイドリッツ将軍の名前から「ザイドリッツ部隊」と通称し、疑心暗鬼に陥った前線ではザイドリッツ部隊狩りが行われた。

## ドイツ民主共和国期
解散命令を下されたにも係わらず、依然としてドイツ将校同盟はソ連占領地域における一定規模の勢力として存在し続けていた。ドイツ民主共和国（東ドイツ）の成立後、ポツダムのボルンシュテットにある1944年7月20日のヒトラー暗殺未遂事件における犠牲者追悼の為に立てられた教会にて、ドイツ将校同盟は軍事諜報機関として再結成を果たす。新たな組織には旧ドイツ将校同盟と親交のあった神学者フリードリヒ=ヴィルヘルム・クルマッハーを始めとして、ヴィンツェンツ・ミュラーやマルクス・ヴォルフなどが所属したが、一方でこれに所属したドイツ将校の大多数は未だに旧ドイツ帝国に忠誠を誓っており、彼らはドイツ民主共和国市民として認められなかった。その為、結局ポツダム=ボルンシュテットの組織は活動こそ認められていたものの、ヴァルター・ウルブリヒト政権当局が公機関として承認することはなかった。またポツダムにおいて赤軍の活動を支援していたポツダム将校団 (Potsdamer Offizierskreis, ヒトラー暗殺未遂を支持したドイツ将校の会) も、同様の理由から認められなかった。
ポツダム=ボルンシュテットの組織ではポツダムがピョートル1世時代のロシア帝国とプロイセン王国の軍事的友好を象徴する都市と主張し、政府による承認を求め続けた。しかしヒトラー暗殺未遂事件などに関する見解の差異から、ポツダム=ボルンシュテットの組織と政府当局の関係は徐々に悪化していった。最終的に、1955年にポツダム=ボルンシュテットの組織を始めとする諸組織は独ソ友好協会 (DSF) に統合され、またフリードリヒ・クルマッハーは1955年にグライフスヴァルトで、ポンメルン福音主義教会の監督に選出された。なお彼は1933年に国家社会主義ドイツ労働者党に入党した過去を持つ親ナチの牧師だった。

## 1990年以降の評価
1995年、ドイツとロシアの歴史家による研究チームは、新たに発見された文書を根拠として、1943年から1945年におけるドイツ将校同盟が、モスクワの指導部によって十分に組織化されていたと主張した。第二次世界大戦を専門とするドイツの軍事史学者ゲルト・ロルフ・ユーバーシェーアは、次のように述べている。
重大な事例の一つとして、ヒトラーへ反旗を翻した捕虜の数は、ナチズムに対抗して亡命した亡命者の数にも匹敵するだろう。[...]彼らはドイツ人による対ヒトラー反抗勢力として十分に考慮すべきだ。
旧ドイツ民主共和国出身のドイツ連邦議会議長ヴォルフガング・ティールゼは、ベルリンのドイツ抵抗記念館における2000年の追悼集会において、戦後長らく抵抗と見なされていなかったドイツ将校同盟を尊敬すべき反逆者と見なす旨の発言を行った。
ヒトラーに対する抵抗には、クライザウ会 (ゲシュタポ内の反ヒトラー派閥) や白バラ抵抗運動、そして自由ドイツ国民委員会やドイツ将校同盟があった。孤独な暗殺者ゲオルク・エルザーやフォン・ガーレン枢機卿、ディートリヒ・ボンヘッファーがあり、そしてユリウス・レーバーやフリッツ・ヤーコプ (Fritz Jacob) の赤いオーケストラがあった。ヒトラーへの抵抗──それはワルシャワ・ゲットー蜂起などの海外における抵抗運動も含め、独裁者との闘いであった。近年でも、こうした追放者たちの重要性はしばしば焦点となる。

## ドイツ将校同盟設立の宣誓
| 「 | 我らは、ドイツ第6軍の生き残った戦士である。スターリングラード軍の将軍、士官、兵士である。今や戦争は5年目に差し掛かり、我らが祖国と我が民族は救いを求めている。全ドイツは、やがてスターリングラードと同様の様相を呈するであろう。 我々は地獄に過ごした。我々は死に、新たな命を得て蘇ったのだ。もはや沈黙は許されない！ 我々には声を上げる義務がある。自分の名前だけではなく、全ての亡き戦友の名の下に、スターリングラードの全ての戦死者の代弁者として。全ての知性あるドイツ将校は、ドイツにとっての戦争が既に終結していると理解している。あるいは全ての国民がその予感を抱いている。我々は、国民と国防軍に向けて語ろう。陸軍の高官、すなわち将軍や士官たちに語ろう。諸君の手には大いなる決断が委ねられた！ ナチス政権からの解放と平和をもたらす方法も準備も既に整った。知性あるものは命ずるべきだ。悪しき政権に反抗せよ、国民の為に闘争を開始せよ、国民に信頼された政府を建設せよ、と。諸君の偉大なる決断が拒否される事などあるものか！ 我々はヒトラー及びヒトラー内閣の即刻解任を要求する！ 国民と共に戦おう！ ヒトラーとヒトラーの体制を打破し、混乱と崩壊からドイツを守る為に！ | 」 |
| —ヴァルター・フォン・ザイドリッツ＝クルツバッハ（1943年9月11日ないし12日、ドイツ将校同盟設立宣誓より） | |    |